# Тыква фиголистная
Ты́ква фиголи́стная (лат. Cucurbita ficifolia) — травянистая лиана рода Тыква семейства Тыквенные (Cucurbitaceae), культивируемая ради съедобных плодов, семян и молодых побегов.

## Распространение
Тыква фиголистная культивируется повсюду в Латинской Америке. Её центр происхождения точно не установлен. В качестве возможных вариантов различные исследователи называют Перу, Мексику и Аргентину. В настоящее время она также культивируется в различных частях Евразии: от Франции до Индии и Японии.

## Использование
Семена тыквы фиголистной богаты белками и жирами, и часто используются для приготовления десертов. Недозрелые плоды употребляются в пищу в вареном виде. Зрелые плоды имеют сладкий вкус и приятный аромат, напоминающий аромат арбуза, и используются для изготовления кондитерских изделий и напитков, в том числе алкогольных. Цветки, листья и молодые побеги часто используются как зелёные овощи.

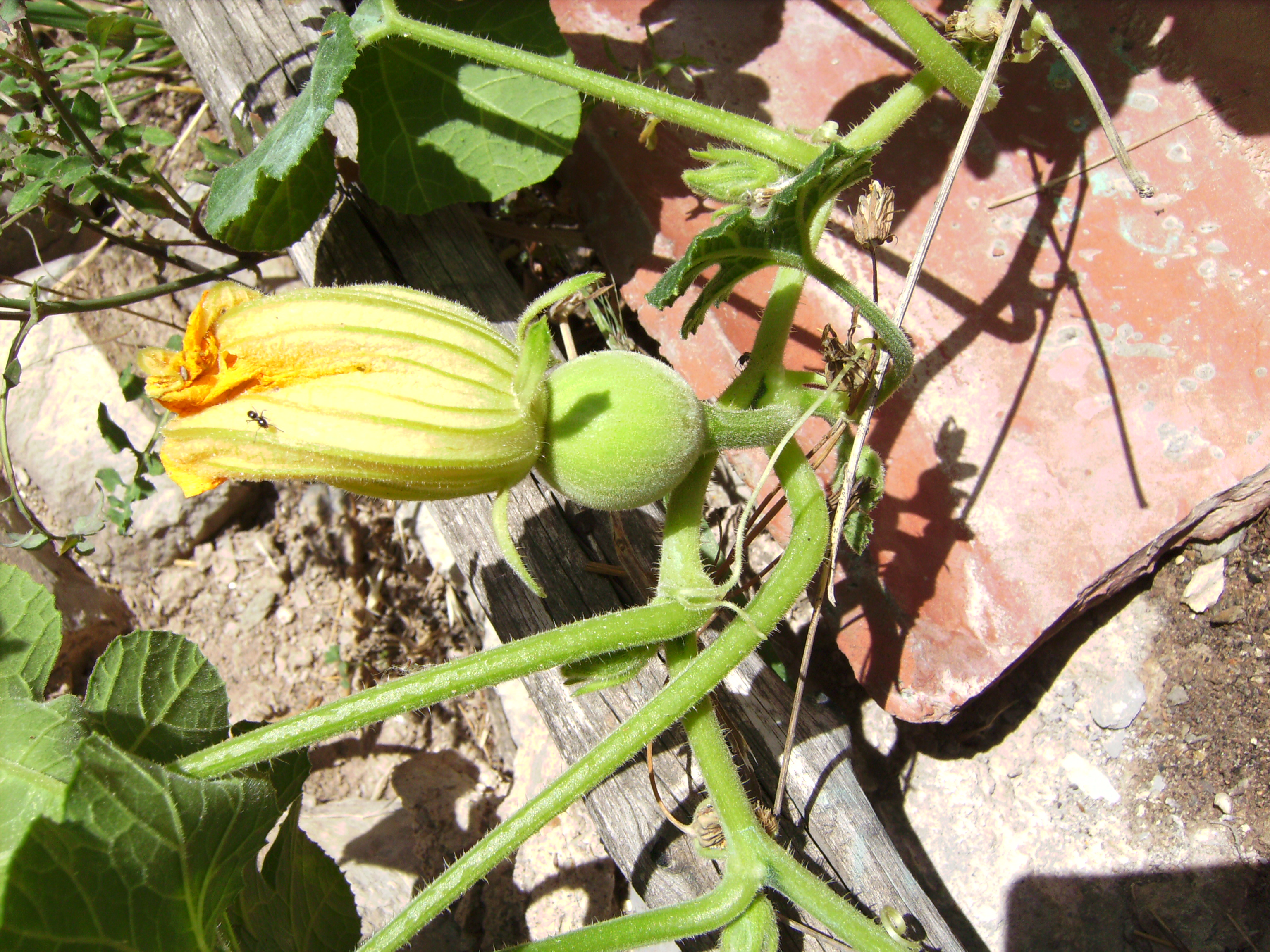
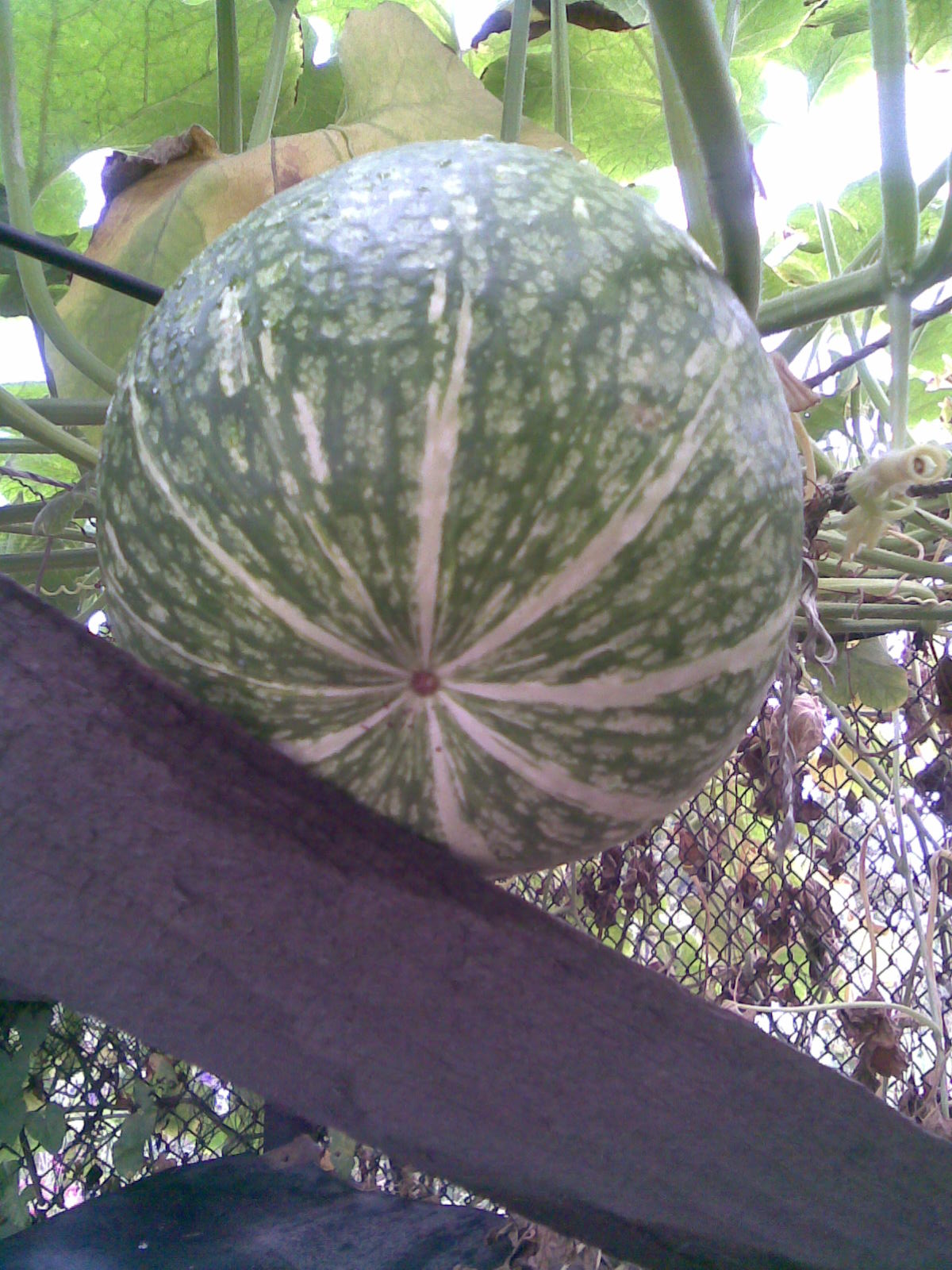
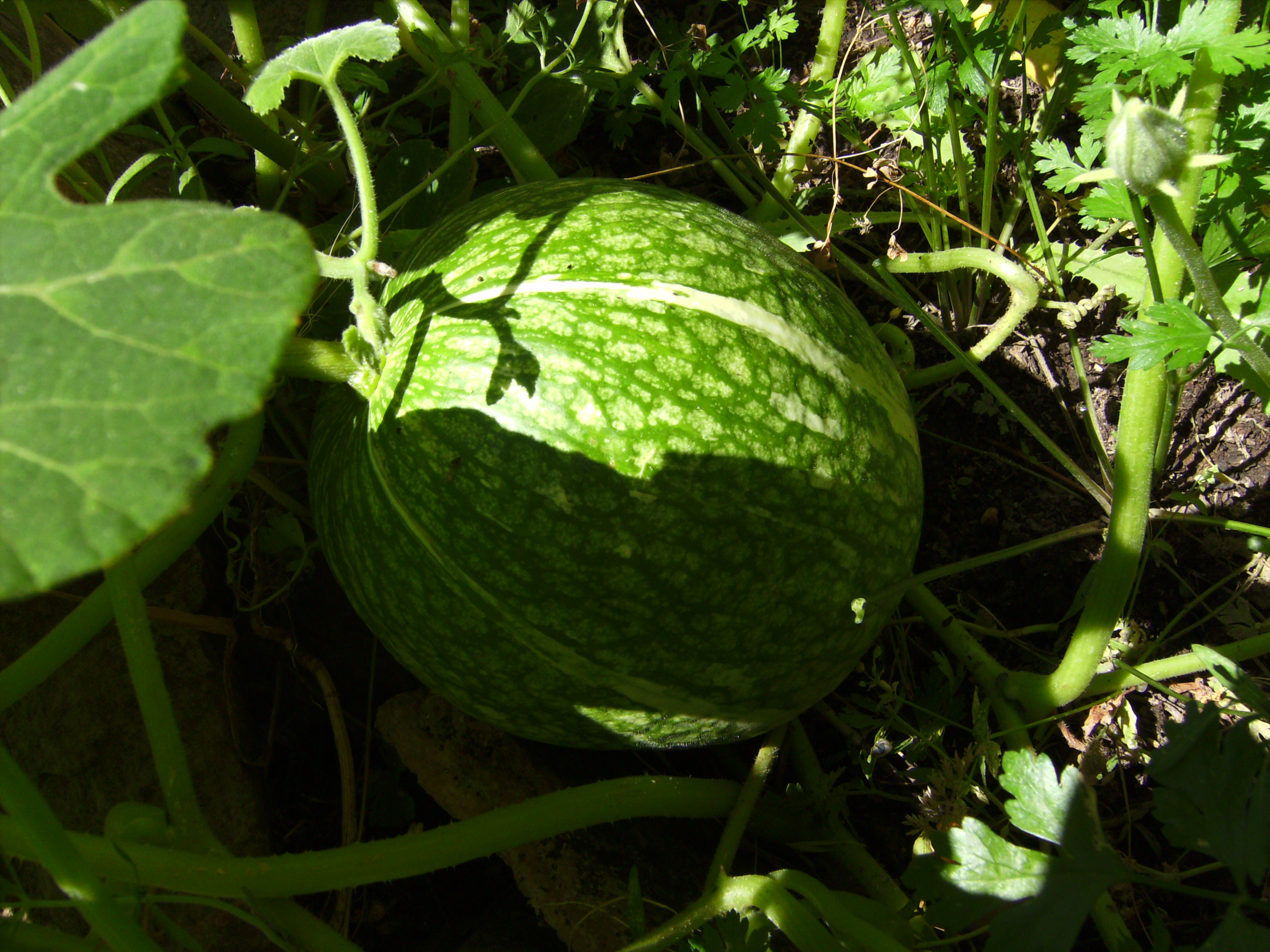